# عباس عوض
عباس قاسم عوض (1 أغسطس 1993) هو لاعب كرة قدم لبناني يلعب في مركز الظهير لنادي الصفاء.

## مهنة دولية
لعب عوض مع منتخب لبنان تحت 23 عام في 2015 في تصفيات بطولة آسيا تحت 23 عام 2016. وسبق له أن لعب مع منتخب لبنان في 2014 ، في مباراتين دوليتين وديتين ضد منتخب الإمارات ومنتخب قطر.

## روابط خارجية
- عباس عوض على موقع قاعدة بيانات كرة القدم.إي يو (الإنجليزية)
- عباس عوض على موقع ناشيونال فوتبول تيمز (الإنجليزية)
- عباس عوض على موقع Soccerway.com (الإنجليزية)
- عباس عوض على موقع كووورة